# Schloß Holte-Stukenbrock
Schloß Holte-Stukenbrock ist eine kreisangehörige Stadt im Nordosten Nordrhein-Westfalens und liegt rund 20 km südöstlich von Bielefeld in der Emssandebene. Das knapp über 27.000 Einwohner zählende Schloß Holte-Stukenbrock gehört dem ostwestfälischen Kreis Gütersloh (Regierungsbezirk Detmold) an.
Die Stadt in ihren heutigen Grenzen entstand erst 1970 durch Zusammenlegung der beiden bis dahin amtsangehörigen Gemeinden Schloß Holte (Amt Verl) und Stukenbrock (Amt Schloß Neuhaus). Die Besiedlung des heutigen Stadtgebietes in der Westfälischen Bucht lässt sich bereits um das Jahr 1153 schriftlich belegen.

## Geografie

### Geografische Lage
Die Stadt liegt in der Emssandebene in der östlichen Westfälischen Bucht, am östlichen Ausläufer des Münsterlandes, das durch den Teutoburger Wald abgegrenzt wird. Große Teile des Stadtgebiets gehören zum Naturraum Senne. Entwässert wird der Raum von Zuflüssen der Ems, den Sennebächen, darunter der Menkebach, der östlich von Gütersloh in die Dalke mündet, dem Ölbach, der südwestlich von Gütersloh in den Wapelbach mündet sowie von der Ems selbst, die im Stadtgebiet entspringt. Ein kleiner Teil des östlichen Stadtgebietes (Stadtteile Stukenbrock und v. a. Stukenbrock-Senne) gehört zum Truppenübungsplatz Senne und ist damit für die Öffentlichkeit nur beschränkt zugänglich.
Die nächsten größeren Städte sind im Nordwesten Bielefeld in 20 km Entfernung, im Osten Detmold in 20 km Entfernung, im Westen Gütersloh in 26 km Entfernung und im Südosten Paderborn in 27 km Entfernung.

### Geologie

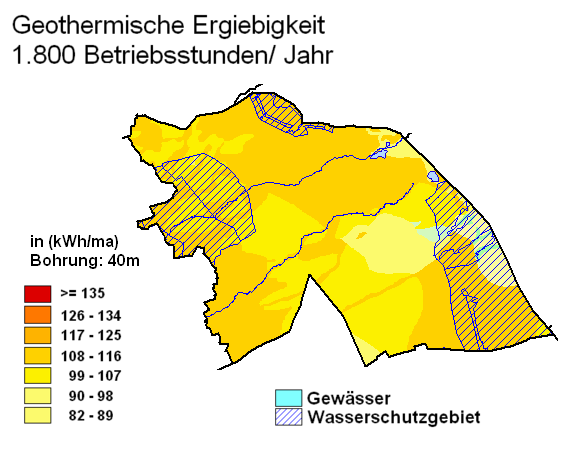
Geothermische Karte von Schloß Holte-Stukenbrock

Das Münsterländer Becken, zu dem Schloß Holte-Stukenbrock geologisch gehört, hat ungefähr die Gestalt einer Schüssel. Der tiefe Untergrund des Stadtgebiets besteht aus einem Sockel aus gefalteten Gesteinen des Erdaltertums (Devon und Karbon). Richtung Oberfläche schließt sich Festgesteinsuntergrund an, der vollständig aus mächtigen, tektonisch nur wenig gestörten Tonmergelsteinen des Erdmittelalters (Oberkreide) und älteren Kreide-Kalksteinschichten besteht. Sie sind schwach Richtung Münster geneigt. Die Oberschicht des Gebiets schließlich besteht aus einer meist sandig-schluffig-tonigen Lockergesteinsschicht des Eiszeitalters (Quartär). Es finden sich junge, manchmal torfige Sedimente der Ems und ihrer Zuflüsse und ältere eiszeitliche Ablagerungen wie Grundmoräne oder Schmelzwassersande. Der oberflächennahe Bereich führt zum Teil reichlich Grundwasser. Das Grundwasser des tieferen Untergrundes ist versalzt.
Schloß Holte-Stukenbrock eignet sich gut bis sehr gut zur Nutzung von geothermischen Wärmequellen mittels Erdwärmesonde und Wärmegewinnung durch Wärmepumpenheizungen (vgl. dazu die nebenstehende Karte).

### Ausdehnung und Nutzung des Stadtgebiets
Die als große Landgemeinde klassifizierte Gemeinde umfasst eine Fläche von 67,42 km². Der überwiegende Teil besteht aus landwirtschaftlich genutzter Fläche und Waldfläche, zusammen etwa 65 %, gefolgt von bebauter Fläche und Verkehrsfläche, zusammen etwa 19 %. Der Anteil sonstiger Flächen ist mit etwa 15 % außergewöhnlich hoch. Dies ist wesentlich dem Truppenübungsgelände auf dem Stadtgebiet geschuldet. Die größte Ausdehnung in Nordsüdrichtung ist rund 8,5 km, in Ostwestrichtung etwa 14,9 km.
| Fläche nach Nutzungsart | Landwirt- schaftsfläche | Wald- fläche | Gebäude-, Frei- und Betriebsfläche | Verkehrs- fläche | Wasser- fläche | Sport- und Grünfläche | sonstige Nutzung |
| ----------------------- | ----------------------- | ------------ | ---------------------------------- | ---------------- | -------------- | --------------------- | ---------------- |
| Fläche in km²           | 24,01                   | 19,68        | 8,92                               | 3,92             | 0,00           | 0,85                  | 10,04            |
| Anteil an Gesamtfläche  | 35,61 %                 | 29,19 %      | 13,23 %                            | 5,81 %           | 0,00 %         | 1,26 %                | 14,89 %          |

| Bielefeld | Oerlinghausen                               | Augustdorf |
| Verl      | Kompassrose, die auf Nachbargemeinden zeigt | Schlangen  |
|           | Hövelhof                                    |            |

### Nachbargemeinden
Schloß Holte-Stukenbrock grenzt im Nordwesten an die kreisfreie Stadt Bielefeld, im Norden an die Stadt Oerlinghausen und im Nordosten an die Gemeinde Augustdorf, sowie im Osten auf kurzem Stück an die Gemeinde Schlangen (alle Kreis Lippe), im Süden an die Gemeinde Hövelhof (Kreis Paderborn) und im Westen an die Stadt Verl (Kreis Gütersloh). Schloß Holte-Stukenbrock liegt zwischen den Oberzentren Bielefeld und Paderborn sowie den Städten Gütersloh und Detmold.

Gliederung der Stadt Schloß Holte-Stukenbrock

### Stadtgliederung
Nach § 1 der Hauptsatzung der Stadt gliedert sich Schloß Holte-Stukenbrock in die drei Stadtteile Schloß Holte, Sende und Stukenbrock. In der Bevölkerung werden zusätzlich Liemke und Stukenbrock-Senne unterschieden.

### Klima

Durchschnittliche Regenmenge in Bielefeld-Senne 1961–1990

Schloß Holte-Stukenbrock gehört der gemäßigten Klimazone Mitteleuropas an. Es liegt im Bereich des subatlantischen Seeklimas. Die Winter sind unter atlantischem Einfluss meist mild und die Sommer mäßig-warm.
Durch die Lage im subatlantischen Seeklima herrscht ganzjährig ein humides Klima mit relativ gleich verteilten Niederschlägen vor. Niederschlagsmesswerte existieren für die Stadt nicht. An der Station in der westlich angrenzenden Senne fallen im langjährigen Mittel insgesamt 997 mm Niederschlag je Jahr. Somit fällt dort deutlich mehr Niederschlag als im deutschen Mittel (700 mm). Diese Niederschlagsmenge ist durch Steigungsregen beeinflusst, da die Senne am Südhang des Teutoburger Waldes liegt. Im südlich angrenzenden Verl beträgt die Niederschlagssumme im langjährigen Mittel lediglich etwa 770 bis 830 mm. Die ebenfalls dort gemessenen Temperaturen ergeben langjähriges Jahresmittel der Lufttemperatur von 9 bis 9,5 °C.
→ siehe auch: Klima in Ostwestfalen-Lippe

## Geschichte

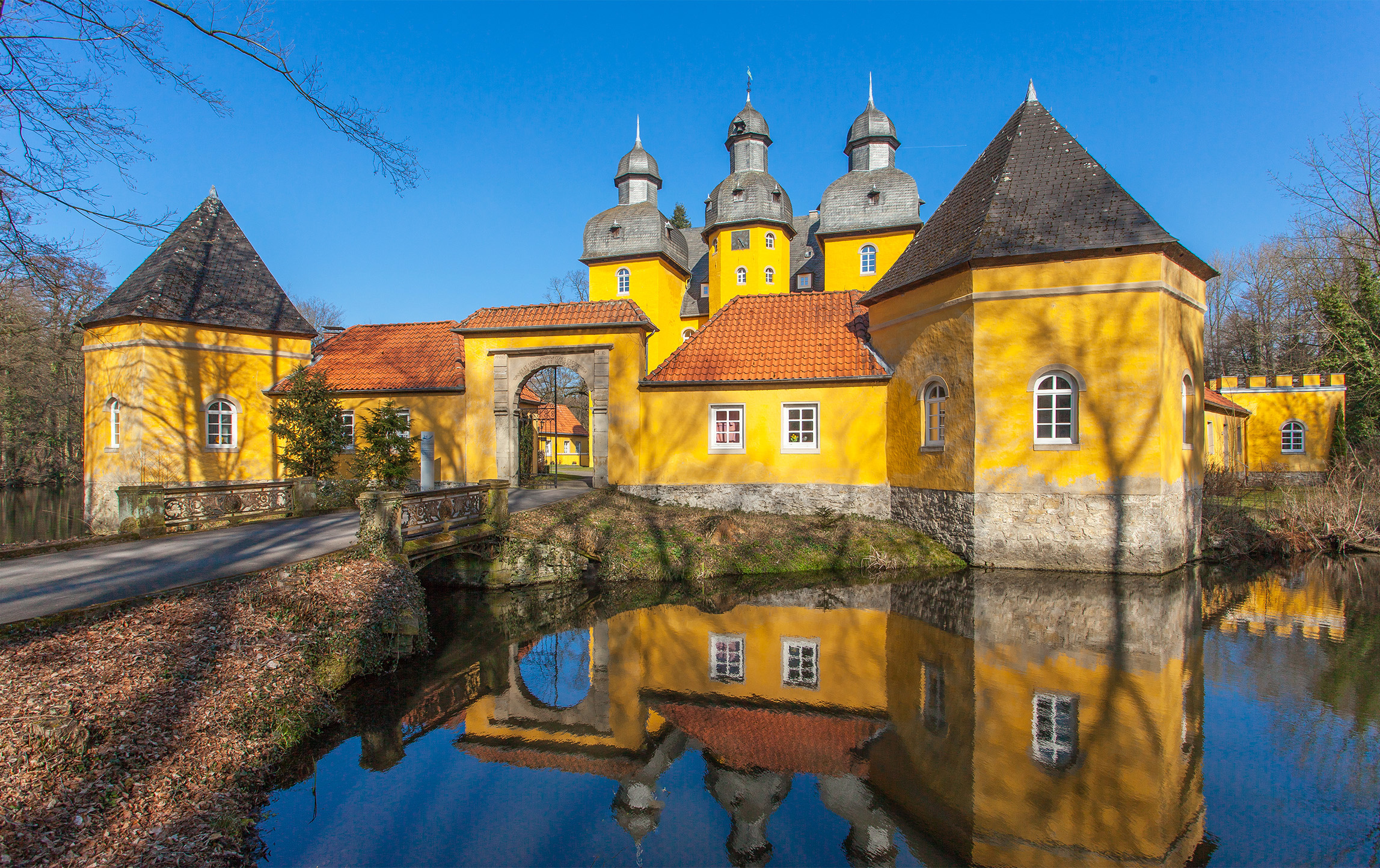
Jagdschloss Holte (2014)

### Mittelalter bis 19. Jahrhundert
Die erste urkundliche Erwähnung der Stukenbrocker Urhöfe „Brechtme“ und „Gokersterteshusen“ (Brechmann und Gauksterdt) stammt aus dem Jahre 1153. Seit 1526 ist die Bezeichnung „Stükenbrüche“ für Stukenbrock überliefert.
Zu dieser Zeit stand bereits das Haus „Holte“, eine Wehrburg am Ölbach, die 1556 durch Bernhard VIII. (Lippe) zerstört wurde. Graf Johann III. und Gräfin Sabina Katharina von Rietberg und Ostfriesland ließen auf diesen Fundamenten in den Jahren 1608–1616 das Jagdschloss Holte bauen. Das im Laufe der Jahrhunderte mehrmals veränderte Bauwerk der Renaissance ist bis heute erhalten. Gegenüber dem Schloss und unweit des heutigen Ortsteils Schloß Holte befindet sich ein Zeugnis der frühen Industrialisierung: die um die Mitte des 19. Jahrhunderts gegründete Holter Eisenhütte, in der Raseneisenerz verhüttet wurde.

### Zeit des Nationalsozialismus
Auf dem heutigen Stadtgebiet befand sich vom Frühjahr 1941 bis zum 2. April 1945 das Stammlager „Stalag 326 (VI K) Senne“. Es gehörte zum Wehrkreis Münster und diente der Wehrmacht zur Unterbringung von Kriegsgefangenen vornehmlich aus der damaligen Sowjetunion. In dem Westlager waren auch Gefangene aus Frankreich, Serbien, Polen und Italien untergebracht.
Etwa 180.000 Gefangene sind im Stalag 326 registriert worden. Weitere Gefangene durchliefen das Lager zu Arbeitseinsätzen im Ruhrgebiet. Wie viele Inhaftierte den schlechten Bedingungen zum Opfer fielen, ist nicht bekannt. Verschiedene Angaben schätzen die Zahl der Toten zwischen 15.000 und 65.000, die an Entkräftung und Tuberkulose starben.
Am 2. April 1945 wurde das Lager von vorrückenden US-amerikanischen Panzern befreit. Später, vom 1. Oktober 1946 bis zum 31. Dezember 1947, war auf dem Gelände des Stammlagers das britische Internierungslager Civil Internment Camp 7 unter der Bezeichnung Internierungslager Eselheide eingerichtet. Die Siegermächte hielten dort 8885 Männer fest, bis diese vor Gericht geführt werden konnten.

### Eingemeindungen
Schloß Holte-Stukenbrock besteht seit dem 1. Januar 1970 und wurde im Rahmen der nordrhein-westfälischen Gebietsreform mit dem „Gesetz zur Neugliederung des Kreises Wiedenbrück und von Teilen des Kreises Bielefeld“ vom 4. Dezember 1969 gebildet. Die beiden bis dahin amtsangehörigen Gemeinden Schloß Holte (Amt Verl, Kreis Wiedenbrück, vor dem 28. Oktober 1964 Gemeinde „Liemke“) und Stukenbrock (Amt Schloß Neuhaus, Kreis Paderborn) wurden zur neuen Gemeinde Schloß Holte-Stukenbrock zusammengeschlossen und zunächst in den Kreis Bielefeld eingegliedert. In die neue Gemeinde wurden Teile der Gemeinde Sende eingegliedert. Teile der früheren Gemeinde Schloß Holte wurden in die neu gebildete Gemeinde Verl umgegliedert. Mit dem „Gesetz zur Neugliederung der Gemeinden und Kreise des Neugliederungsraumes Bielefeld (Bielefeld-Gesetz)“ vom 24. Oktober 1972 wurde die Gemeinde Schloß Holte-Stukenbrock am 1. Januar 1973 in den neu gebildeten Kreis Gütersloh eingegliedert. Seit dem 1. Januar 2003 besitzt Schloß Holte-Stukenbrock Stadtrechte.

### Einwohnerstatistik
Die folgende Übersicht zeigt die Einwohnerzahlen der Stadt Schloß Holte-Stukenbrock bzw. für 1939, 1950 und 1961 die Einwohnerzahlen des heutigen Stadtgebietes. Bei den Zahlen handelt es sich bis 1970 und für 1987 um Volkszählungsergebnisse und ab 1975 um amtliche Fortschreibungen des Landesamtes für Datenverarbeitung und Statistik. Die Zahlen von 1975 bis 1985 sind geschätzte Werte, die Zahlen ab 1990 Fortschreibungen auf Basis der Ergebnisse der Volkszählung von 1987. Die Angaben beziehen sich auf die Wohnbevölkerung und ab 1985 auf die Bevölkerung am Ort der Hauptwohnung. Im Stadtteil Schloß Holte leben 12.356 Einwohner, im Stadtteil Sende 3564 Einwohner und im Stadtteil Stukenbrock 10.948 Einwohner (Stand: 1. Januar 2022).
| Jahr            | Einwohner |
| --------------- | --------- |
| 1939 (17. Mai)  | 07.364    |
| 1950 (13. Sep.) | 10.681    |
| 1961 (6. Juni)  | 14.292    |
| 1969 (31. Dez.) | 15.107    |
| 1970 (27. Mai)  | 15.605    |
| 1974 (30. Juni) | 18.338    |

| Jahr            | Einwohner |
| --------------- | --------- |
| 1975 (31. Dez.) | 18.749    |
| 1980 (31. Dez.) | 20.422    |
| 1985 (31. Dez.) | 20.982    |
| 1987 (25. Mai)  | 20.183    |
| 1990 (31. Dez.) | 21.402    |
| 1995 (31. Dez.) | 23.248    |

| Jahr            | Einwohner |
| --------------- | --------- |
| 2000 (31. Dez.) | 25.562    |
| 2005 (31. Dez.) | 26.016    |
| 2007 (31. Dez.) | 26.190    |
| 2012 (31. Dez.) | 26.329    |
| 2022 (31. Dez.) | 27.467    |

Bevölkerungsentwicklung in Schloß Holte-Stukenbrock von 1939 bis 2007

Bei den Angaben bis 1970 wurden die hinzugekommenen Gebietsteile der aufgelösten Gemeinde Sende nicht berücksichtigt. Hier lebten am 31. Dezember 1969 nach Angaben des Statistischen Landesamtes NW insgesamt 1984 Einwohner.

### Konfessionsstatistik
Gemäß der Volkszählung 2011 waren 43,4 der Einwohner römisch-katholisch 25,0 % evangelisch und 31,6 % waren konfessionslos, gehörten einer anderen Glaubensgemeinschaft an oder machten keine Angabe. Der Anteil der evangelischen und katholischen Kirchenmitglieder an der Gesamtbevölkerung ist seitdem gesunken. Ende 2020 waren von den Einwohnern 39,3 % (10.545) römisch-katholisch, 22,7 % (6.112) waren evangelisch und 38 % gehörten einer anderen Religionsgemeinschaft an oder machten keine Angabe. Mit Stand 1. Januar 2025 waren von den Einwohnern 32 % katholisch, 19 % evangelisch und 49 % gehörten einer anderen Glaubensgemeinschaft an oder waren konfessionslos.

### Religion
Die katholischen Christen gehören zu einer der katholischen Pfarrgemeinden, die seit dem 1. August 2007 zum Pastoralverbund zusammengeschlossen sind. Der Pastoralverbund besteht aus den Pfarrgemeinden Sankt Ursula (Schloß Holte), Sankt Joseph (Liemke), Sankt Heinrich (Sende), Sankt Johannes Baptist (Stukenbrock) und Sankt Achatius (Stukenbrock-Senne) und gehört zum Dekanat Rietberg-Wiedenbrück im Erzbistum Paderborn.
Die evangelischen Christen gehören der Evangelischen Kirchengemeinde Schloß Holte-Stukenbrock an. Diese gehört zum Kirchenkreis Gütersloh der Evangelischen Kirche von Westfalen.
Die Anfänge dieser Gemeinde liegen in den 1830er Jahren, als die Ansiedlung verschiedener Erwerbsbetriebe viele evangelische Arbeiter und Beamte nach Schloß Holte zog. Bis zum Ende des Zweiten Weltkrieges lebten nur 200 evangelische Christen vor Ort. Durch Zuzug von Flüchtlingen aus den ehemaligen deutschen Ostgebieten wuchs die Zahl Ende 1945 auf 1400 und 1949 auf 2500 evangelische Christen an, so dass im Jahr 1950 eine selbstständige Kirchengemeinde gegründet wurde. Der Anteil der evangelischen Bevölkerung an der Gesamtbevölkerung Schloß Holte-Stukenbrocks beträgt 25,0 % (Stand: 31. Dezember 2004). Seit dem Jahr 2000 wird alle fünf Jahre ein ökumenischer Stadtkirchentag veranstaltet.

## Politik

### Stadtrat
Schloß Holte-Stukenbrock gehört zum Landtagswahlkreis Gütersloh III, in dem bei der Landtagswahl 2012, 2017 und 2022 André Kuper (CDU) als Direktkandidat gewählt wurde. Auf Bundesebene gehört Schloß Holte-Stukenbrock als einzige Gemeinde vom Kreis Gütersloh seit 2021 zum Bundestagswahlkreis Höxter – Gütersloh III – Lippe II, in dem Christian Haase (CDU) 2021 zum dritten Mal als Direktkandidat gewählt wurde. Von 2005 bis 2021 gehörte Schloß Holte-Stukenbrock zum Wahlkreis 137 Paderborn – Gütersloh III, welcher nun Bundestagswahlkreis Paderborn heißt.
Der Stadtrat hat gegenwärtig 32 Mitglieder aus fünf Parteien. Hinzu kommt der Bürgermeister als Ratsvorsitzender. Die folgende Tabelle zeigt die Kommunalwahlergebnisse seit 1975:
| [ 19 ] [ 20 ] [ 21 ] [ 22 ] [ 23 ] | 2020  | 2020  | 2014  | 2014  | 2009  | 2009  | 2004  | 2004  | 1999  | 1999  | 1994  | 1994  | 1989  | 1989  | 1984  | 1984  | 1979  | 1979  | 1975  | 1975  |
| Partei                             | Sitze | %     | Sitze | %     | Sitze | %     | Sitze | %     | Sitze | %     | Sitze | %     | Sitze | %     | Sitze | %     | Sitze | %     | Sitze | %     |
| ---------------------------------- | ----- | ----- | ----- | ----- | ----- | ----- | ----- | ----- | ----- | ----- | ----- | ----- | ----- | ----- | ----- | ----- | ----- | ----- | ----- | ----- |
| CDU                                | 16    | 49,74 | 17    | 54,11 | 17    | 50,34 | 18    | 55,45 | 20    | 61,00 | 17    | 47,65 | 21    | 48,88 | 23    | 54,69 | 23    | 55,72 | 26    | 64,32 |
| SPD                                | 03    | 10,41 | 06    | 19,22 | 05    | 15,72 | 06    | 20,16 | 07    | 22,95 | 09    | 26,46 | 12    | 28,20 | 12    | 30,86 | 12    | 30,24 | 11    | 28,86 |
| Grüne                              | 07    | 20,54 | 04    | 13,59 | 04    | 14,71 | 02    | 06,14 | 01    | 04,33 | 02    | 07,86 | 02    | 06,87 | −     | −     | −     | −     | −     | −     |
| CSB-FWG1                           | 03    | 10,42 | 03    | 07,79 | 03    | 10,03 | 03    | 09,66 | 03    | 09,30 | 05    | 15,73 | 04    | 11,30 | 04    | 10,55 | 04    | 09,42 | 02    | 06,82 |
| FDP                                | 03    | 08,89 | 02    | 05,29 | 03    | 09,20 | 02    | 04,92 | 01    | 02,42 | 0     | 02,30 | 0     | 04,75 | 0     | 03,91 | 0     | 04,62 | −     | −     |
| Offensive D                        | –     | –     | –     | –     | −     | −     | 01    | 02,54 | −     | −     | −     | −     | −     | −     | −     | −     | −     | −     | −     | −     |
| SBF                                | –     | –     | –     | –     | −     | −     | 0     | 01,13 | −     | −     | −     | −     | −     | −     | −     | −     | −     | −     | −     | −     |
| Gesamt2                            | 32    | 100   | 32    | 100   | 32    | 100   | 32    | 100   | 32    | 100   | 33    | 100   | 39    | 100   | 39    | 100   | 39    | 100   | 39    | 100   |
| Wahlbeteiligung                    | 54,15 | 54,15 | 50,89 | 50,89 | 53,89 | 53,89 | 56,37 | 56,37 | 57,30 | 57,30 | 81,26 | 81,26 | 66,40 | 66,40 | 65,14 | 65,14 | 70,23 | 70,23 | 87,11 | 87,11 |

1CSB-FWG: bis 1989: FWG; 1994: CSB: 9,01 %, 3 Sitze, FWG: 6,72 %, 2 Sitze; ab 1999: CSB-FWG

2ohne Berücksichtigung von Rundungsdifferenzen

### Bürgermeister
Gegenwärtiger Bürgermeister ist Hubert Erichlandwehr (CDU). In der Wahlperiode von 1999 bis 2004 war Erichlandwehr bereits Bürgermeister, am 12. September 1999 wurde er mit 65,9 % der gültigen Stimmen gewählt. Er wurde am 26. September 2004 mit 73,5 % der gültigen Stimmen gewählt und am 30. August 2009 mit 70,42 % bestätigt. Am 13. September 2020 wurde er mit 64,88 % der gültigen Stimmen für die Wahlperiode 2020 bis 2025 wiedergewählt.

### Wappen
Das Wappen der Stadt wurde am 19. Dezember 1979 genehmigt, damals war Schloß Holte-Stukenbrock noch eine Gemeinde.
Die Beschreibung ist wie folgt:
Unter einem gespaltenen roten Schildhaupt – darin rechts ein goldenes (gelbes) durchgehendes Kreuz, links ein goldener (gelber) Adler – in Silber (weiß) eine grüne Eiche mit zwei goldenen (gelben) Eicheln.
Das Kreuz erinnert an die frühere Zugehörigkeit Stukenbrocks zum Hochstift Paderborn, der Adler an die frühere Zugehörigkeit Schloß Holtes (ehemals Liemke) zur Grafschaft Rietberg. Die beiden Symbole sind den früheren Gemeindewappen von Schloß Holte (genehmigt am 24. Juni 1938) und Stukenbrock (genehmigt am 31. August 1953) entnommen. Der Baum symbolisiert den Waldreichtum des Stadtgebietes bzw. konkret die 1000-jährige Eiche im Holter Wald.
Das Wappen wird heute nur noch auf Siegeln, bei feierlichen Anlässen oder speziellen Schreiben des Bürgermeisters genutzt, im alltäglichen Schriftverkehr ist es durch ein Logo abgelöst worden.

### Städtepartnerschaften
Schloß Holte-Stukenbrock unterhält seit 2021 wieder eine Städtepartnerschaft mit der Marktgemeinde Naturns aus Südtirol, Italien. Zwischen 2008 und 2021 unterhielt die Stadt keine nationalen oder internationalen Städtepartnerschaften.
Von 1990 bis 2008 war Ostritz an der Lausitzer Neiße Partnerstadt.

### Jugendparlament
Seit 2004 gibt es das Jugendparlament der Stadt Schloß Holte-Stukenbrock. Es besteht aus Vertretern der Gesamtschule, des Gymnasiums und der Freien Liste. Es wird für 2 Jahre gewählt. Das Parlament hat drei Sitze in Ausschüssen der Stadt und ist dort redeberechtigt.

### Bundeswehrpatenschaften
Im Dezember 2021 wurde eine Patenschaft mit einer Reservekompanie der Bundeswehr unterzeichnet und im Mai 2022 bei einem festlichen Appell besiegelt. Es handelt sich dabei um die 6. Kompanie des Panzerbataillons 203 Augustdorf. Die Initiative auf Gründung dieser Patenschaft 2020 wurde auf Antrag der CDU-Fraktion beschlossen.
In der Vergangenheit wurden bereits mehrere Patenschaften mit anderen Kompanien unterhalten.

## Kultur und Sehenswürdigkeiten

### Theater
Die Stadt hat kein Theater und kein Kino, es gibt keine regelmäßigen Theateraufführungen.
Der Kinoverein "Rhythmus" Filmtheater Schloß Holte-Stukenbrock e. V. bietet mit dem Rhythmus-Filmtheater ein Kino in der Aula der Gesamtschule.

### Museen

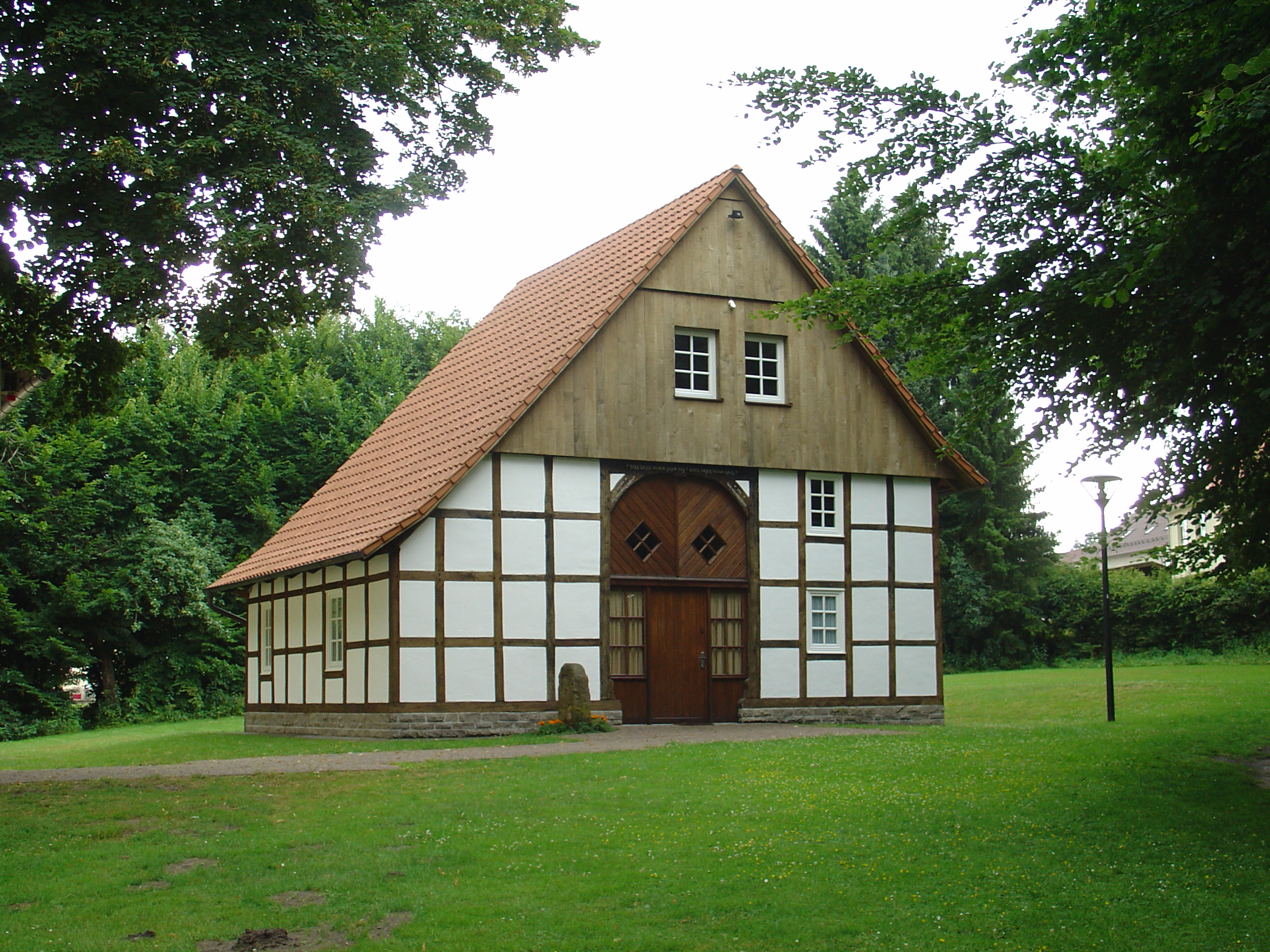
Eines der beiden Gebäude des Heimathauses in Stukenbrock

Im Heimathaus Stukenbrock, bestehend aus zwei Gebäuden, werden Fotos und Geräte gezeigt, die einen Eindruck des bäuerlichen Lebens im Senneraum in früherer Zeit vermitteln. Weiterhin gibt es eine Sammlung von Öfen der Holter Eisenhütte, ein Uhrenzimmer mit der alten Stukenbrocker Turmuhr der Pfarrei St. Johannes - Baptist und eine umfangreiche Heimatbücherei. Die Bücherei umfasst 443 Althofbücher, in denen über 560 Althöfe beschrieben werden, die vor 1800 als Hofstätten angelegt wurden.
Darüber hinaus informieren etwa 350 Postkarten sowie auch Literatur über die Ostprovinzen des Deutschen Reiches, namentlich über Ost- und Westpreußen, Danzig, Pommern, Ostbrandenburg, Schlesien und das Sudetenland.
Auf dem Gelände der heutigen Polizeischule ist die Dokumentationsstätte des Stalag 326 (Kriegsgefangenen-Mannschafts-Stammlager) im ehemaligen Arrestgebäude untergebracht, das über die Geschichte des Lagers informiert. Auf dem nahegelegenen Friedhof mit den Massengräbern der gestorbenen Gefangenen erinnert ein etwa zehn Meter hoher Obelisk, der am 2. Mai 1945 errichtet wurde, an die Opfer des Stammlagers. Seit 1967 finden jährlich um den 1. September Gedenkveranstaltungen statt. Während die Organisatoren zunächst gegen heftige Widerstände aus Politik und Öffentlichkeit zu kämpfen hatten, erfahren die Veranstaltungen seit einigen Jahren mehr wohlwollende Beachtung aus der Bevölkerung. Diese steigende Beachtung führte am 6. Mai 2015 zum Besuch von Bundespräsident Joachim Gauck, der gemeinsam mit Überlebenden einen Kranz niederlegte.

### Musik
An musikalischen Angeboten gibt es in Schloß Holte-Stukenbrock fünf Blasorchester und Bläserkreise, drei Spielmannszüge, ein Akkordeon-Orchester und eine Schützen-Kapelle sowie sechs Chorgemeinschaften.

### Bauwerke
- Katholische Pfarrkirche Sankt Johannes Baptist in Stukenbrock. Die flach gedeckte Saalkirche von 1614 mit integriertem Westturm wurde 1683 erweitert. Die Weihe der Kirche folgte dann 1686. Das Querschiff fügte man 1820 hinzu, den Ostteil 1936. Zur Ausstattung gehören ein 1683 vom Fürstbischof Ferdinand von Fürstenberg gestifteter Hochaltar, zwei 1774 vom Paderborner Hofbildhauer Johann Jakob Pütt geschaffene Rokoko-Seitenaltäre, die 1666 bezeichnete Kanzel, der um 1680 geschaffene Taufstein, das Orgelgehäuse von 1696 sowie die Skulptur der Mater Dolorosa aus dem Jahr 1636.
- Unterhalb der Kirche, an der Hauptstraße 5, befindet sich mit dem ehemaligen Gasthaus Peters (jetzt "Tor" Deele) eines der wenigen noch erhaltenen Fachwerkhäuser des Ortskernes.
- Die Katholische Pfarrkirche St. Achatius in Stukenbrock-Senne wurde 1896 geweiht. Der neugotische Backsteinbau erwies sich schon bald als zu klein und wurde 1930 in expressionistischen Formen erweitert. Das Gebäude wurde 1966 umfassend renoviert.
- Katholische Pfarrkirche Sankt Ursula in Schloß Holte. Die Grundsteinlegung erfolgte 1912 und die Konsekration erfolgte am 13. Oktober 1913.
- Brinkkapelle in Stukenbrock. Der kleine Fachwerkbau mit Dachreiter entstand um 1730, wurde später nach beiden Seiten erweitert und ist dem Hl. Antonius von Padua geweiht. Von 1983 bis 1985 wurde er restauriert.
- Schloss Holte: Die Wasserschlossanlage Schloss Holte wurde erstmals im 15. Jahrhundert erwähnt und entstand durch die Grafen von Ostfriesland zwischen 1616 und 1664. Im 19. Jahrhundert wurden Umbauten durchgeführt.
- Hof Welschof (Thorwesten). Das einstige Hauptgebäude, die so genannte Vogtei, wurde angeblich 1554 errichtet. Es handelt sich um einen Vierständer-Bau mit Krüppelwalmdach.
- Zu den eindrucksvollsten Hofbauten der Umgebung gehört das stattliche Haupthaus des Hofes Bokelmeyer, dessen verbretterter Giebel über Knaggen vorkragt. Es entstand 1673.

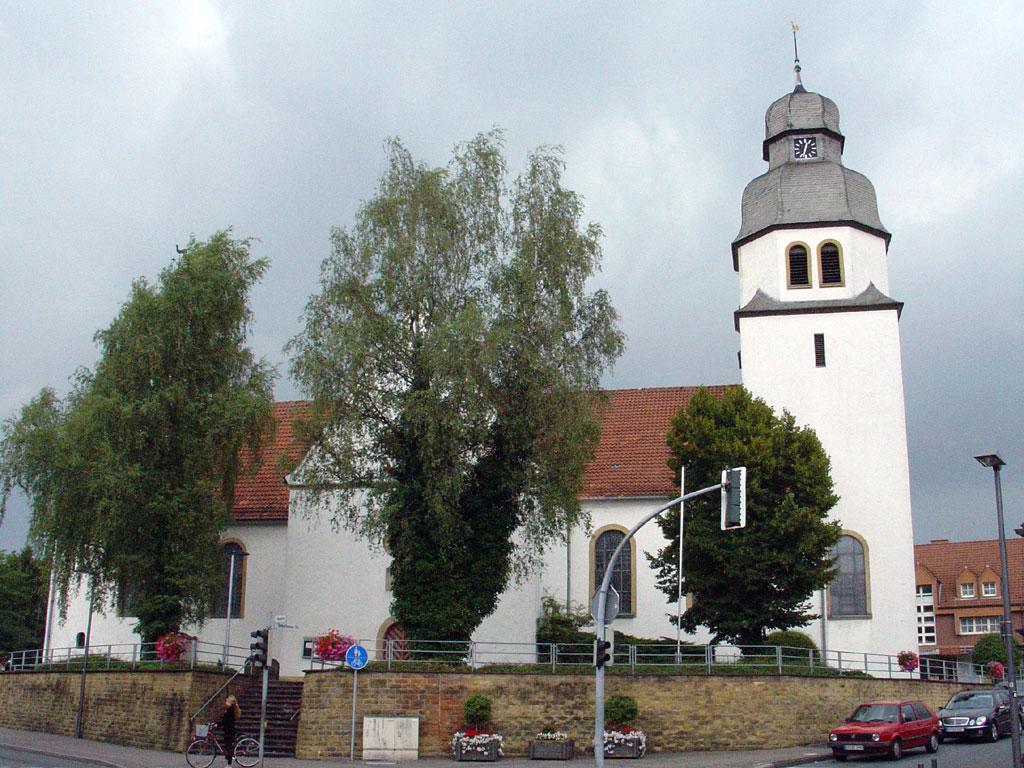
Katholische Pfarrkirche St. Johannes Baptist in Stukenbrock
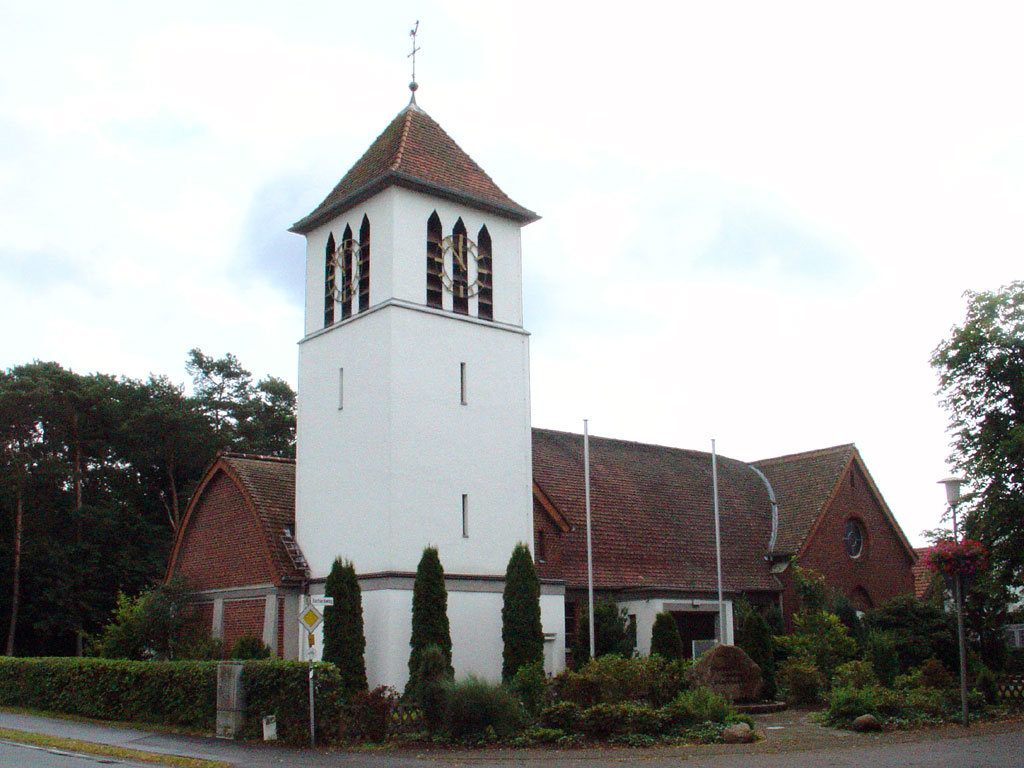
Katholische Pfarrkirche St. Achatius im Ortsteil Stukenbrock-Senne
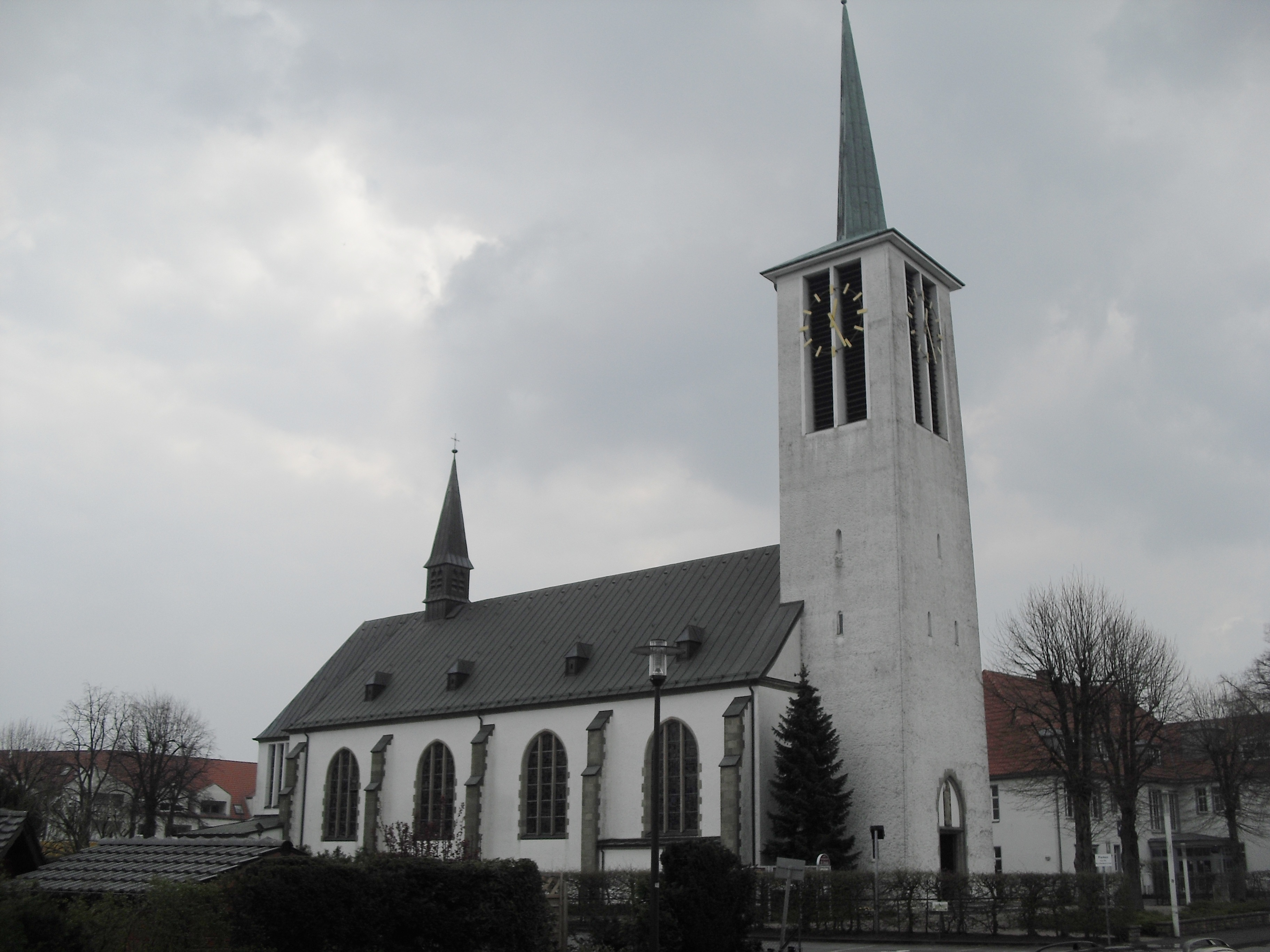
Katholische Pfarrkirche Sankt Ursula in Schloß Holte
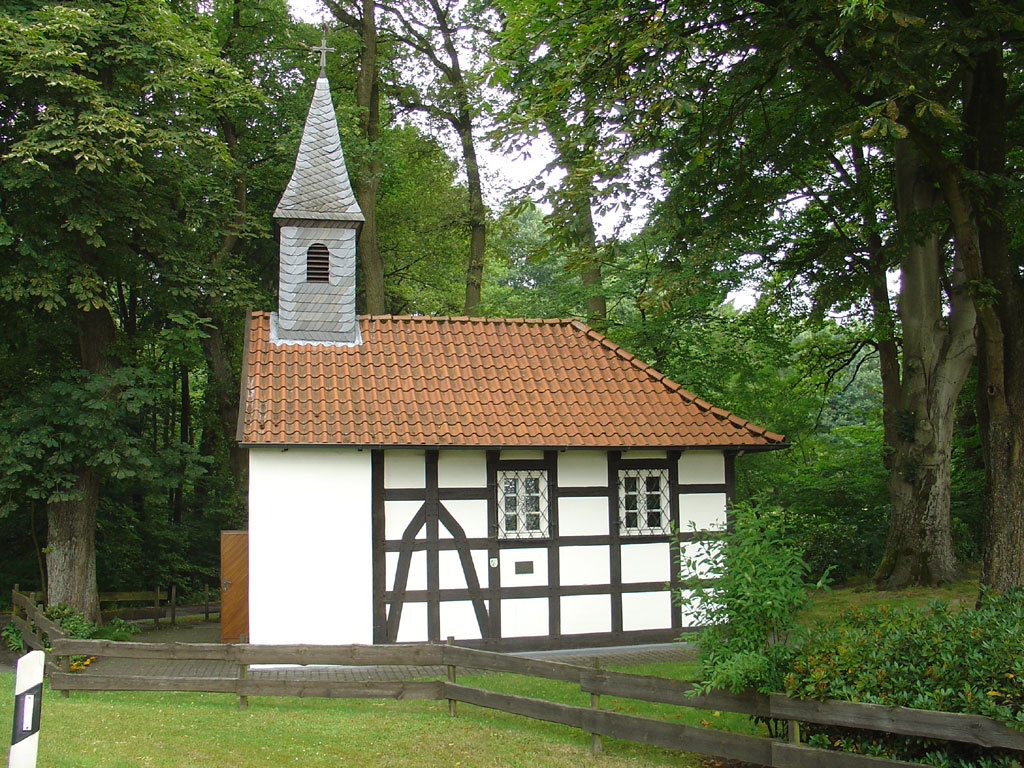
Brinkkapelle in Stukenbrock
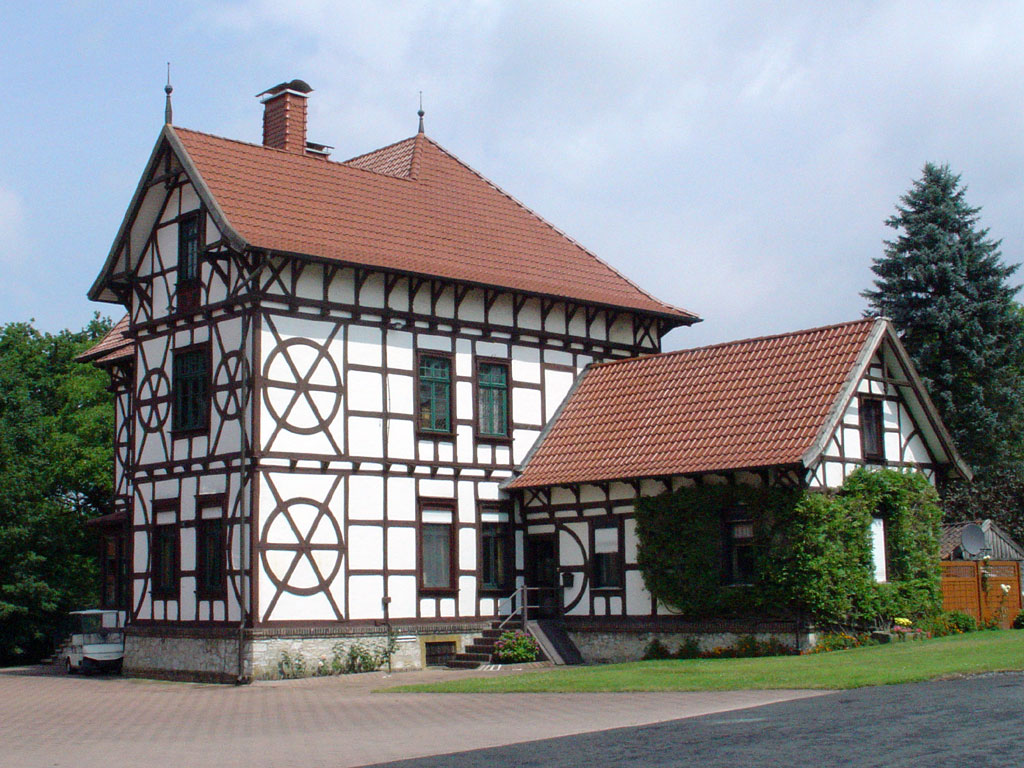
Um die Jahrhundertwende entstandenes Wohnhaus des Gutes Welschof

### Parks
Auf dem Gebiet der Stadt Schloß Holte-Stukenbrock gibt es keine öffentlichen Parks. Es existiert ein sowjetischer Ehrenfriedhof im Ortsteil Stukenbrock-Senne. Es handelt sich um einen historischen Friedhof von etwa 2 ha Größe, auf dem zwischen 40.000 und 50.000 an Hunger und Krankheiten gestorbene sowjetische Kriegsgefangene des Zweiten Weltkriegs begraben liegen. Die Anlage ist öffentlich zugänglich.

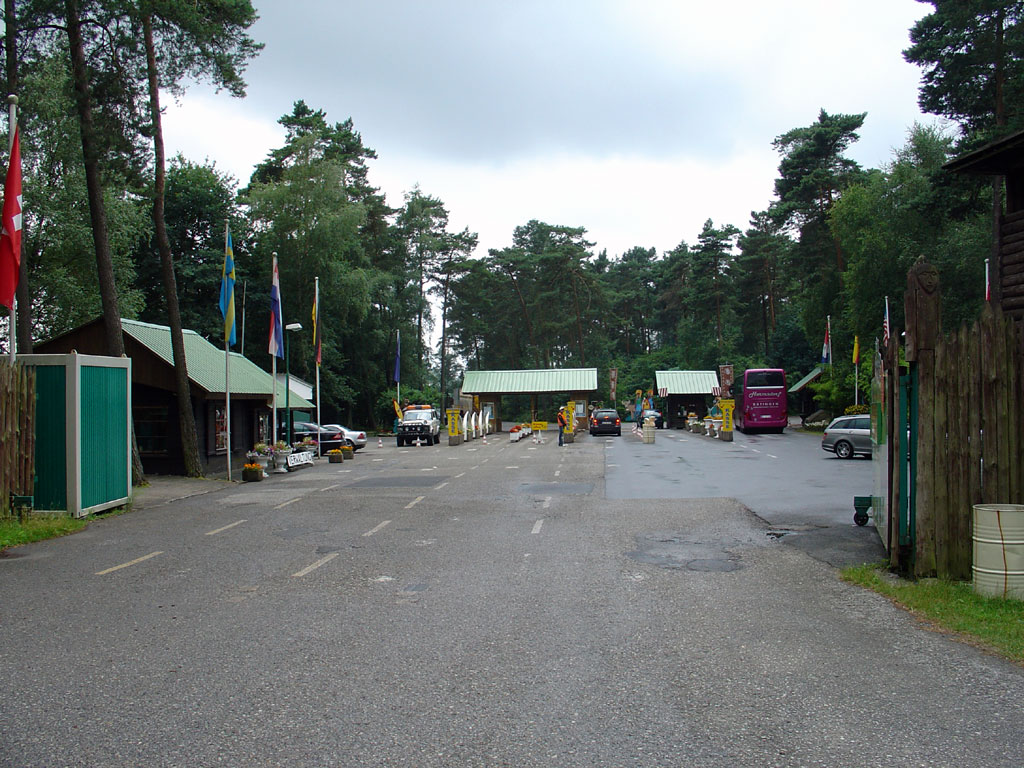
Einfahrt zum Safariland Stukenbrock

Ein privater, nicht zugänglicher Park ist der Garten des Schlosses Holte. Dabei handelt es sich um einen nicht öffentlichen, historischen Schlosspark von rund einem Hektar Größe.

### Sonstige Sehenswürdigkeiten
Das Safariland Stukenbrock ist ein Vergnügungspark, der neben Fahrgeschäften auch einen Freilandzoo bietet. Die Gehege des Parks können mit dem Auto durchfahren werden, die Tiere laufen in ihren jeweiligen Gehegen frei. Als besondere Attraktion bietet der Park weiße Tiger und weiße Löwen.

### Naturdenkmäler und Naturschutzgebiete

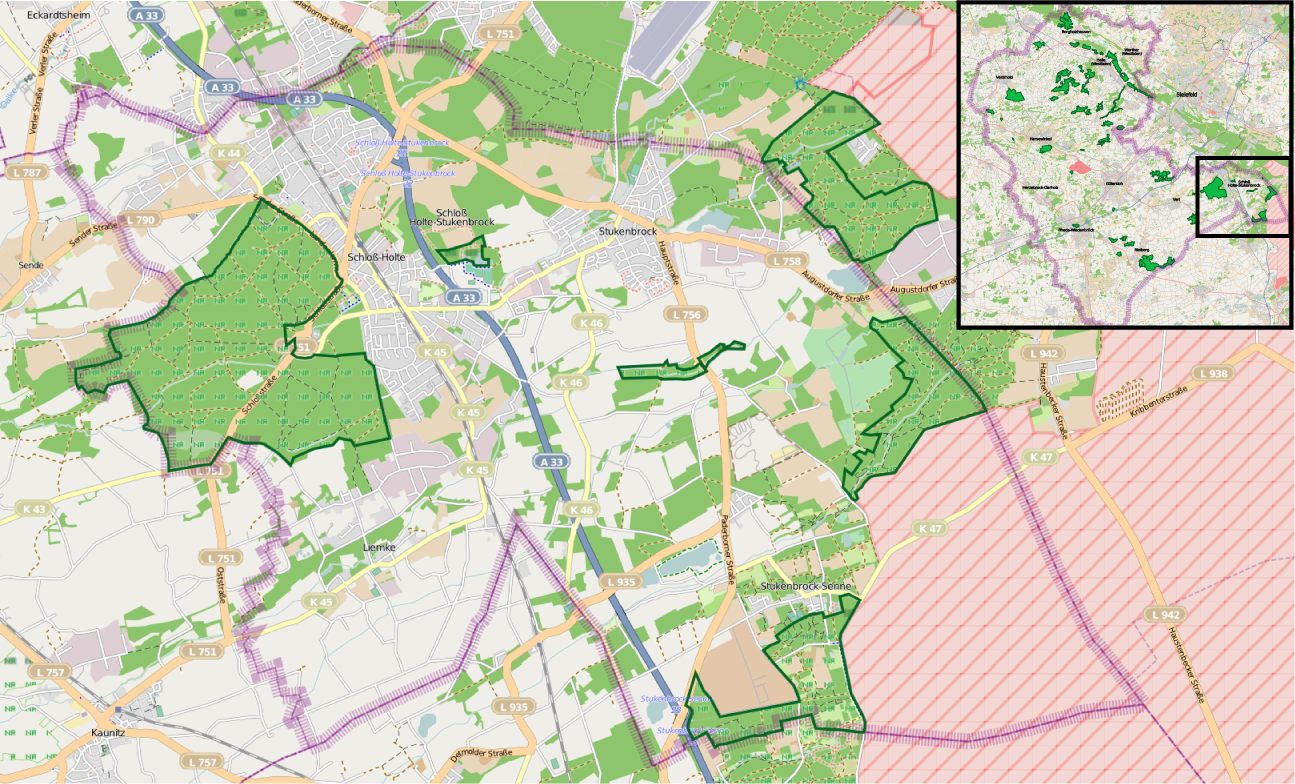
Naturschutzgebiete in Schloß Holte-Stukenbrock

Im Stadtgebiet entspringt in der Senne-Landschaft im Naturschutzgebiet Moosheide die Ems. Weitere mit Wasser in Verbindung stehende Naturschutzgebiete sind die Kipshagener Teiche, die Schluchten und Moore am oberen Furlbach, das Ölbach- und das Wehrbachtal.
Die Ems-Erlebniswelt in der Nähe der Emsquellen bietet eine interaktive Informationstour mit Informationen zum Fluss von der Quelle bis zu seiner Mündung in die Nordsee und seiner Umgebung. Weiter werden auch Informationen zum in unmittelbarer Nähe beginnenden Emsradweg geboten.
Darüber hinaus ist der Holter Wald mit seiner 1000-jährigen Eiche und einem Brusthöhenumfang von 8,15 m (2014) zu nennen.
Insgesamt sind ca. 930,75 ha bzw. 13,8 % des Stadtgebiets unter Schutz gestellt.

### Sport

#### Allgemeinsport
- FC Stukenbrock e. V., mit über 1400 Mitgliedern größter Verein im Stadtgebiet, die erste Fußballmannschaft spielt in der Bezirksliga (Badminton, Basketball, Fußball, Freizeit- und Breitensport, Aikido, Eltern-Kind-Turnen, Tanzwerkstatt, Jazz-Dance, Callaerobic, Frauen-Fitness, Boccia, Koronarsport, Volleyball, Handball, Tennis, Tischtennis, Safari-Volkslauf, Taekwondo, Turnen)
- PSV (Polizei Sport Verein) Stukenbrock-Senne e. V. (Fußball, Breitensport, Gymnastik für Frauen, Gymnastik für Männer, Koronarsportgruppe, Eltern- und Kinderturnen, Sport und Spiel für Kinder, Badminton, Schießsport, Bogenschießen, Tauchsport, Radsport, Budo, Judo, Ju-Jutsu, Modern-Arnis, Karate)
- Schwarz-Weiß Sende e. V. (Fußball, Lauftreff, Ringen, Gymnastik, Aerobic, Kinderturnen)
- SCW Liemke e. V. (Fußball, Eltern-Kind-Turnen, Krabbelgruppe, Aerobic, Tennis, Frauenfitness)
- VfB Schloß Holte 1919 e. V. (Fußball, Modern Arnis, Taekwondo, Volleyball)

#### Andere Angebote
- ASG Ausdauersportgemeinschaft Teutoburger Wald e. V. (Langstreckenlauf, Orientierungslauf, Skilanglauf, Triathlon, Radsport, Kanufahren)
- DJK Frauensportgruppe „Amisia“ Stukenbrock e. V. (Gymnastik, Frauensport)
- FC Kastrioti Stukenbrock e. V. (Fußball)
- MSC MotorSportClub Schloß Holte-Stukenbrock e. V.
- Schach-Club Stukenbrock 69 e. V.
- Senne-Golfclub Gut Welschof e. V.
- TC Tennis-Club Grün-Weiß Schloß Holte-Stukenbrock e. V. (Leistungstennis, Hobbytennis, Kinder- und Jugendtennis, Nordic-Walken, Hockey)
- TG Turngemeinschaft Sende e. V. (Kleinkinder- und Kinderturnen, Gymnastik, Frauenturnen, Turnen für jedermann, Aerobic, Trampolin, Kinder mit mangelnder Bewegung, Völkerball, Basketball, Leistungsturnen für Mädchen, Ballsport allgemein, Rope-Skipping)
- TTSV Tischtennis-Sport-Verein Schloß Holte-Sende e. V.

#### Pferdesport
- Reit-Club Senne e. V.
- Reitverein Helleforth e. V.
- Zucht-, Reit- und Fahrverein Schloß Holte e. V. 1925 (Züchtung, Dressurreiten, Springreiten, Fahren, Voltigieren)

#### Schießsport
- „Diana“-Sportschützenverein Schloß Holte e. V.
- St. Johannes Sportschützen-Stukenbrock e. V.
- St. Achatius Schützenbruderschaft Stukenbrock-Senne e. V.
- Schützenbruderschaft St. Michael Liemke e. V.

#### Schwimmsport
- DLRG-Ortsgruppe Schloß Holte-Stukenbrock e. V. (Schwimmen, Schwimmkurse, Rettungsschwimmen, Wassergymnastik)
- SSC ‘90 Schloß Holte-Stukenbrock e. V. (Schwimmen für alle Altersgruppen, Schwimmkurse für 4- bis 6-jährige, Aquatic Fitness, Babyschwimmen, Nordic Walking)

### Regelmäßige Veranstaltungen
In einer der Karnevalshochburgen der Region findet neben dem bekannten Weiberkarneval auch ein Kinderkarnevalsumzug statt.
Von 2006 bis 2015 fand einmal im Jahr das Serengeti Festival statt, eines der größten internationalen Rock- und Pop-Festivals in Ostwestfalen-Lippe.
Seit 2000 findet jährlich im November im Ortsteil Stukenbrock-Senne die von den Jungschützen St. Achatius Stukenbrock-Senne organisierte „Senner Gitarrennacht“ statt.
Das seit 2007 wieder regelmäßig in den Sommermonaten veranstaltete Holter Meeting - Umsonst & Draußen ist ein Festival mit regional und überregional bekannten Bands.
Seit 2017 findet im Ortsteil Stukenbrock jährlich im Juni das Whatever Happens Festival statt, ein zweitägiges Szenefestival mit nationalen und internationalen Künstlern aus den Bereichen Folk und Indie.
Im Herbst wird alljährlich im Ortsteil Liemke das Erntedankfest gefeiert.
Im Stadtteil Stukenbrock findet immer am vierten Wochenende im September die historische Kirmes Stukenbrocker Herbst statt.
Auf dem ehemaligen Gelände des Kriegsgefangenenlager Stammlager VI K (326) wird jährlich im September der Antikriegstag vom „Arbeitskreis Blumen für Stukenbrock“ veranstaltet.
Am dritten Oktoberwochenende findet von Samstag bis Montag mit dem Pollhansmarkt einer der größten Jahrmärkte der Region statt. Der auf eine 350-jährige Geschichte zurückblickende Markt lockt jährlich bis zu 250.000 Besucher an.
Im Ortsteil Schloß Holte findet am dritten Adventswochenende jährlich der Weihnachtsmarkt statt.

## Wirtschaft und Infrastruktur
Schloß Holte-Stukenbrock ist bekannt für die niedrigen Gemeindesteuern und wird deswegen auch unter anderem vom Bund der Steuerzahler als Steueroase bezeichnet. Die Hebesätze der Grundsteuer sind mit 175 Prozentpunkten für Land- und Forstwirte, bzw. 280 Prozentpunkten für andere Landnutzung unter den niedrigsten in ganz Nordrhein-Westfalen. Auch der Hebesatz für die Gewerbesteuer liegt mit 370 Prozentpunkten am unteren Ende in Nordrhein-Westfalen.

### Verkehr

#### Straßenverkehr
Die Stadt liegt an der Bundesautobahn 33 (Bielefeld − Bad Wünnenberg/Brilon). Im Stadtgebiet gibt es zwei Anschlussstellen: Schloß Holte-Stukenbrock (Nr. 22) und Stukenbrock-Senne (Nr. 23). In der Vergangenheit wurde über eine dritte Anschlussstelle zwischen den bereits existierenden diskutiert. Befürworter dieser Lösung erwarteten eine deutliche Entlastung der durch Wohngebiete führenden Hauptverbindung zwischen den Stadtteilen Schloß Holte und Stukenbrock. Gegner dieser Lösung dagegen erwarteten ein wachsendes Fahrzeugaufkommen und damit verbundene Emissionsbelastungen oberhalb der EU-Grenzwerte in diesen durch Wohnbebauung gekennzeichneten Siedlungsflächen.

#### Schienenverkehr

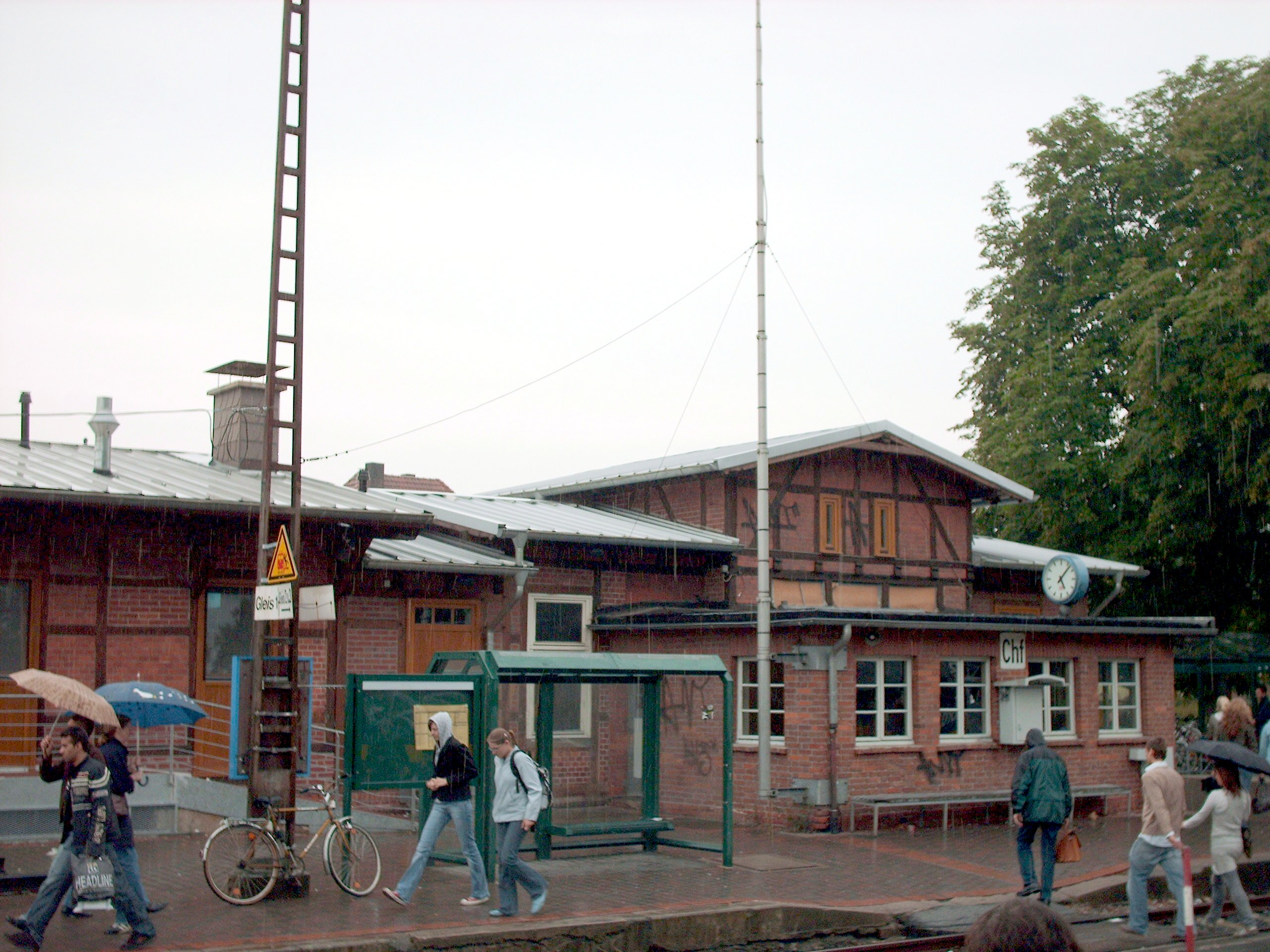
Bahnhof Schloß Holte

Die Regionalbahn Bielefeld − Paderborn (Senne-Bahn, RB 74) bedient in den Hauptverkehrszeiten halbstündig den Bahnhof Schloß Holte, in den Mittags- und Abendstunden dagegen im Stundentakt. Der Verkehr auf der Strecke wird von der NordWestBahn betrieben. Schloß Holte-Stukenbrock gehört dem Tarifverbund Westfalentarif an.

#### Flugverkehr
Der Flughafen Paderborn/Lippstadt ist 42 Kilometer entfernt.
Der Flughafen Münster/Osnabrück ist 103 Kilometer entfernt.
Der Flughafen Dortmund ist 106 Kilometer entfernt.
Der am südlichen Stadtrand von Bielefeld gelegene Flugplatz Bielefeld wird vorwiegend für den Geschäftsreiseverkehr genutzt. Er befindet sich nur wenige Kilometer von Schloß Holte-Stukenbrock entfernt.

#### Fuß- und Radverkehr
Der Radfernweg Europaradweg R1, die BahnRadRoute Teuto-Senne sowie der Emsradweg führen durch Schloß Holte-Stukenbrock. Der Heimat- und Verkehrsverein SHS unterhält acht lokale Rundwanderwege (A 1–8) und drei Radrundwege (SHS 1–3).

### Medien
In Schloß Holte-Stukenbrock sind drei Tageszeitungen vertreten. Täglich montags bis samstags erscheinen die Neue Westfälische mit Regionalteil sowie eine Lokalausgabe des Westfalen-Blatts. Beide Zeitungen beziehen ihren Mantel von ihren jeweiligen Mantelredaktionen aus Bielefeld. Ebenfalls mit lokaler Berichterstattung erhältlich sind montags bis samstags Die Glocke aus Oelde.
Monatlich erscheinen die Stadtmagazine Der Stadt-Anzeiger, SenneFORUM und das Stadtjournal SHS.
Die Stadt gehört zum Berichtsgebiet des Regionalstudios Bielefeld des WDR.
Außerdem wird sie vom Lokalsender Radio Gütersloh, der zur privaten Radio-NRW-Gruppe gehört, in der Berichterstattung mit abgedeckt.

### Öffentliche Einrichtungen
Schwimmer können das Gartenhallenbad am Schulzentrum nutzen. Es verfügt über ein 25-m-Becken, Sprungturm, Lehrschwimmbecken und Kleinkindbecken. Im Außenbereich befinden sich eine Liegewiese, ein Beach-Volleyballfeld und ein Spielplatz. Ein Freibad gibt es nicht.
Jugendlichen werden drei christliche Jugendeinrichtungen zur Auswahl gestellt. Dies sind das Jugendcafe St. Ursula, die katholische Jugendfreizeitstätte St. Johannes Baptist und das evangelische Jugendhaus „Wadi Holte“.
Es gibt in Schloß Holte-Stukenbrock kein Krankenhaus, daher müssen die Einrichtungen der umliegenden Städte und Gemeinden genutzt werden.
Im Stadtgebiet unterhalten die evangelische Kirche zwei und die katholische Kirche drei Gemeindebüchereien. Darüber hinaus gibt es eine Heimatbücherei im Heimathaus.
Die Freiwillige Feuerwehr Schloß Holte-Stukenbrock unterhält zwei Löschzüge, davon jeweils einer in den Ortsteilen Schloß Holte und Stukenbrock und eine Jugendfeuerwehr.
Im Südwesten der Stadt liegt die Kläranlage. Sie ist für 60.000 Einwohnerwerte ausgelegt und wurde um eine Vierte Reinigungsstufe zur Beseitigung von Spurenstoffen erweitert.

### Bildung
In der Stadt Schloß Holte-Stukenbrock gibt es vier Grundschulen an fünf Standorten, ein Gymnasium und ab dem Schuljahr 2014/2015 eine Gesamtschule. Die Gesamtschule Schloß Holte-Stukenbrock ist eine gebundene Ganztagsschule mit einem Ganztagsbetrieb an drei Nachmittagen.
Für die Erwachsenenbildung gibt es die Volkshochschule Harsewinkel - Schloß Holte-Stukenbrock - Verl.
Im Polizeiausbildungsinstitut „Erich Klausener“ werden fachpraktische Ausbildungsinhalte für Kommissaranwärterinnen und -anwärter des gehobenen Polizeivollzugsdienstes durchgeführt. Darüber hinaus werden hier Diensthundführer des Landes NRW ausgebildet.

### Ansässige Unternehmen
Schloß Holte-Stukenbrock zeichnet sich durch eine ausgesprochen mittelständische und diversifizierte Wirtschaftsstruktur aus. Herausragender Wirtschaftszweig ist das verarbeitende Gewerbe, in diesem Sektor sind rund 52 % der sozialversicherungspflichtig in der Stadt Beschäftigten tätig.
Zu den überregional bekannten Firmen gehört unter anderem die 1877 in Stukenbrock gegründete Gießerei Brechmann-Guss, die Produkte rund um den Werkstoff Sphäroguss herstellt. Weitere überregional bekannte Unternehmen sind der Pneumatikhersteller JoFo Pneumatik sowie die beiden Armaturenhersteller ARI-Armaturen und Holter Regelarmaturen. Zudem das 1962 gegründete Unternehmen Froli, welches in der Kunststoffverarbeitung tätig ist und 250 Mitarbeitende beschäftigt.
Im IT-Sektor sitzt mit der Synaxon AG die größte IT-Verbundgruppe Europas in der Stadt. Darüber hinausgehend gehört mit dem Startup Tinkerforge GmbH ein Preisträger des Chip Awards (2012) zu den ansässigen Firmen im Ort. CTDI, ein US-amerikanischer Dienstleister für die Kommunikationsindustrie, betreibt in Schloß Holte-Stukenbrock einen Standort mit 140 Mitarbeitern (Stand: 2021).

## Persönlichkeiten

### Söhne und Töchter der Stadt

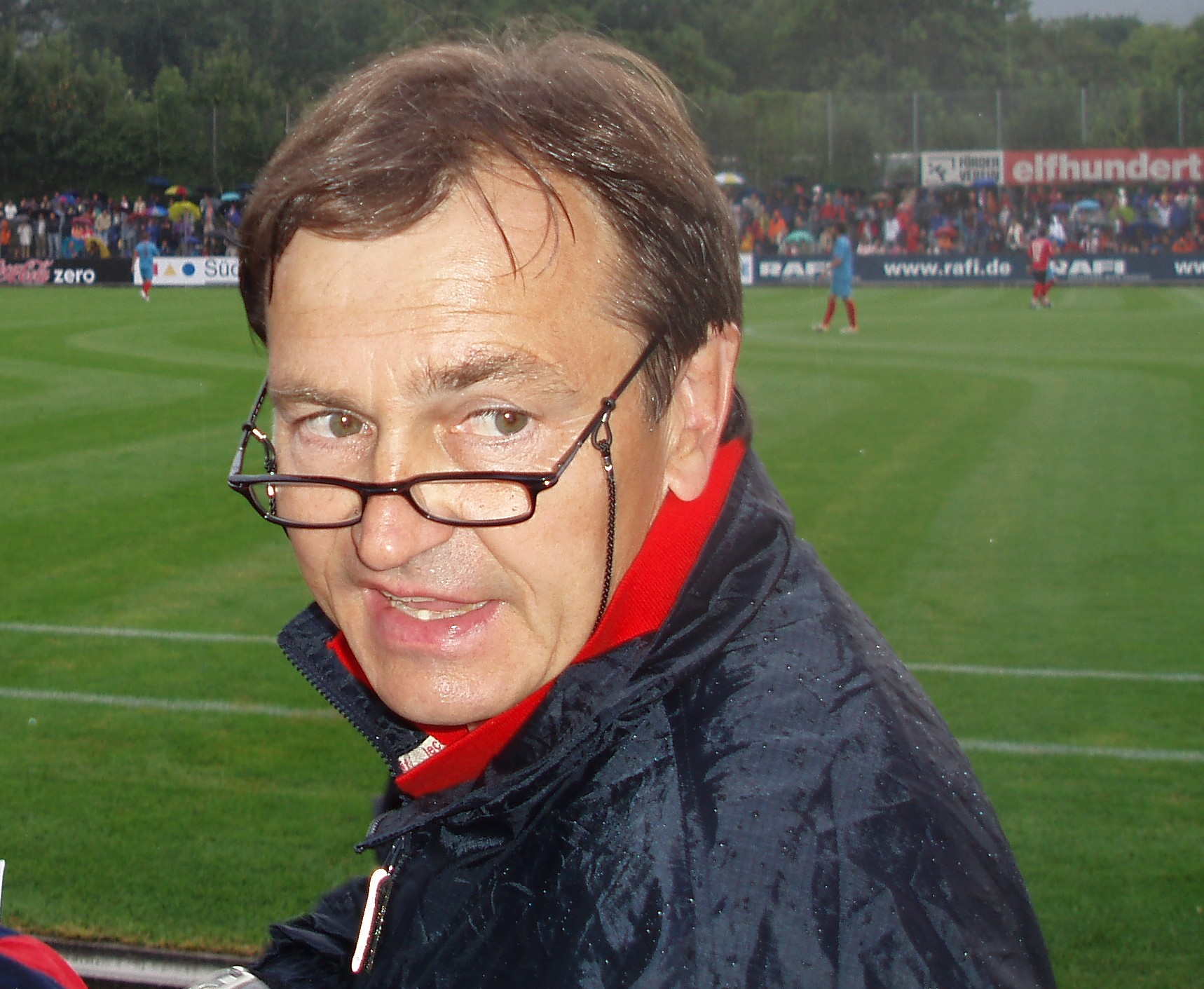
Ewald Lienen wurde in Liemke geboren

- 1953: Ewald Lienen, Fußballspieler und -trainer
- 1967: Frank Werneke, Gewerkschafter und Vorsitzender von ver.di

### Persönlichkeiten, die mit der Stadt in Verbindung stehen
Keine gebürtigen Schloß Holte-Stukenbrocker, aber Persönlichkeiten, die hier gelebt haben, sind:
- Elmar Brok (* 1946), Europapolitiker
- Gerd Roggensack (1941–2024), Profifußballspieler und Trainer
- Heinrich Schmidtgal (* 1985), Profifußballspieler
- Karin Struck (1947–2006), Schriftstellerin
- Fritz Wildhagen (1878–1956), Landschaftsmaler
- Marco Hagemann (* 1976), Sportkommentator